# José Iturbi
José Iturbi Báguena (28. listopadu 1895 – 28. června 1980) byl španělský klavírista a dirigent. Narodil se ve Valencii, později odešel studovat do Paříže a v roce 1929 poprvé vystupoval na americkém území, v New Yorku. Ve čtyřicátých letech se podílel na několika hollywoodských muzikálech a vystupoval ve filmech. S vystupováním nepřestal ani ve věku více než osmdesáti let. V březnu 1980 mu lékaři doporučili s vystupováním na čas přestat. Zemřel v červnu toho roku na srdeční problémy ve věku 84 let. Jeho manželkou byla od roku 1916 María Giner de los Santos, která však roku 1928 zemřela.